# Internationale Jongerenvrijheidsconferentie

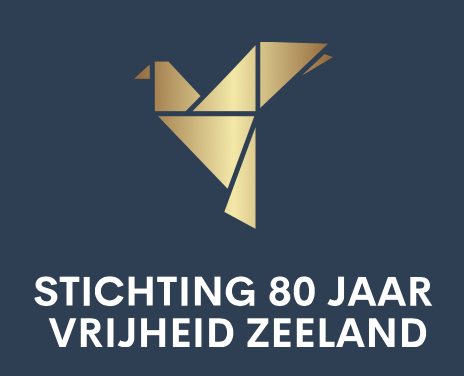
Logo

De Internationale Jongeren Vrijheidsconferentie 2025 was een internationale top voor jongeren die plaatsvond op 2 en 3 mei 2025 in Middelburg, Nederland. Tijdens deze conferentie kwamen meer dan 200 jongeren uit ruim 50 landen samen om te debatteren over actuele vraagstukken rond vrijheid, democratie, mensenrechten en vrede. De conferentie resulteerde in het opstellen van het Youth Freedom Treaty, ook wel het Verdrag van Middelburg genoemd: een manifest met aanbevelingen aan wereldleiders om vrijheid wereldwijd te beschermen en te versterken.
De conferentie werd georganiseerd in het kader van het project 80 Jaar Vrijheid Zeeland, ter herdenking van de bevrijding van Nederland aan het einde van de Tweede Wereldoorlog. De deelnemers werden geselecteerd op basis van motivatie, maatschappelijke betrokkenheid en diversiteit in achtergrond, en vertegenwoordigden zes continenten. De voertaal van de conferentie was Engels.

## Aanleiding en achtergrond

### 80 Jaar Vrijheid
De Internationale Jongeren Vrijheidsconferentie vond plaats in het jubileumjaar 2025, waarin herdacht werd dat Nederland 80 jaar eerder werd bevrijd van de Duitse bezetting in mei 1945. Deze bevrijding markeerde het begin van een periode van wederopbouw, democratisering en integratie in internationale samenwerkingsverbanden zoals de Verenigde Naties en de Europese Unie.
In dit licht lanceerde de Provincie Zeeland, samen met de Stichting 80 Jaar Vrijheid Zeeland, een breed herdenkingsprogramma met evenementen, educatieve initiatieven en internationale ontmoetingen. De jongerenconferentie was het hoogtepunt van deze activiteiten en vond plaats in Middelburg, een stad met een rijke geschiedenis van vrijheid en verdraagzaamheid.

### Vier Vrijheden
De conferentie was geïnspireerd op de Four Freedoms, zoals geformuleerd door de Amerikaanse president Franklin D. Roosevelt in zijn historische toespraak van 6 januari 1941. Deze vier fundamentele vrijheden — vrijheid van meningsuiting, vrijheid van godsdienst, vrijwaring van gebrek en vrijwaring van vrees — vormden het morele kompas van de bijeenkomst en werden gebruikt als inhoudelijk raamwerk voor de sessies, discussies en het slotdocument.

## Doelstellingen
De Internationale Jongeren Vrijheidsconferentie had meerdere doelstellingen:
- Jongeren bewust maken van de waarde en kwetsbaarheid van vrijheid.
- Een interculturele dialoog stimuleren over universele mensenrechten.
- Jongeren actief betrekken bij het formuleren van toekomstvisies op vrijheid, vrede en democratie.
- Het opstellen van een gezamenlijk manifest: het Youth Freedom Treaty.
- Politici, beleidsmakers en internationale organisaties confronteren met de verwachtingen van de jongere generatie.

## Opzet en verloop
De conferentie strekte zich uit over drie dagen: van 1 tot en met 3 mei 2025. Elke dag had een eigen functie in de opbouw naar het gezamenlijke slotdocument: het Youth Freedom Treaty.

### 1 mei 2025: Historische context en inhoudelijke voorbereiding
De conferentie begon op 1 mei met een inhoudelijke vooravond waarin deelnemers kennismaakten met elkaars achtergronden en de geschiedenis van vrijheid in Zeeland. In CineCity Vlissingen werd de première vertoond van het docudrama De Bevrijding van Zeeland/West-Brabant. De film bood inzicht in de strijd om vrijheid in de laatste maanden van de Tweede Wereldoorlog en maakte duidelijk waarom juist Zeeland een symbolische plek is voor reflectie op vrijheid, oorlog en herdenking.

### 2 mei 2025: Opening, groepsvorming en Avond van de Vrijheid
Op 2 mei vond in de stadsschouwburg van Middelburg in Middelburg de officiële opening van de Internationale Jongeren Vrijheidsconferentie plaats. De dag werd gepresenteerd door Ikenna Azuike, broadcaster en oud-advocaat, die de conferentie in zijn geheel zou modereren. De deelnemers kregen uitleg over de doelstelling van de conferentie en het einddoel: het gezamenlijk opstellen van het Youth Freedom Treaty.
Vervolgens werden de jongeren verdeeld in thematische werkgroepen, elk verantwoordelijk voor het formuleren van één artikel van het verdrag. De thema’s waren gebaseerd op de Vier Vrijheden van Roosevelt, maar breder geïnterpreteerd met onderwerpen als:
- Persvrijheid en desinformatie
- Klimaatrechtvaardigheid en duurzaamheid
- Religieuze en culturele vrijheid
- Digitale mensenrechten en privacy
- Sociale gelijkheid en non-discriminatie
- Onderwijs en democratische weerbaarheid
- Vluchtelingenrechten en internationale solidariteit

’s Middags vonden interactieve panels en inspiratiesessies plaats met gastsprekers:
- Melati Wijsen (Indonesië), jongerenklimaatactivist en oprichtster van Bye Bye Plastic Bags, die sprak over de kracht van jeugdactivisme;
- Victor Ochen (Oeganda), vredesactivist en oprichter van het African Youth Initiative Network, die zijn persoonlijke verhaal deelde over vrijheid in conflictgebieden.

’s Avonds vond de Avond van de Vrijheid plaats. Dit culturele programma bestond uit muziekoptredens, spoken word, theater, persoonlijke getuigenissen en vrije microfoonmomenten. De avond stond in het teken van verbinding, expressie en bezinning.

### 3 mei 2025: Werksessies en presentatie van het verdrag
De derde en laatste dag stond volledig in het teken van samenwerking en afronding. In de ochtend en vroege middag werkten de werkgroepen intensief verder aan de definitieve formulering van hun verdragsonderdelen. Onder begeleiding van moderatoren, schrijvers en vertalers ontstond zo het integrale Youth Freedom Treaty, een manifest bestaande uit meer dan tien artikelen waarin jongeren hun visie op vrijheid en verantwoordelijkheid voor de toekomst formuleren.
’s Middags vond de officiële presentatie van het Youth Freedom Treaty plaats in de Nieuwe Kerk te Middelburg. De ceremonie werd bijgewoond door minister van Defensie Ruben Brekelmans, die het verdrag symbolisch in ontvangst nam namens het Nederlandse kabinet. In zijn toespraak benadrukte hij dat “vrijheid in deze tijd opnieuw onder druk staat, en dat de stem van jongeren gehoord moet worden in het nationale en internationale debat”.
De deelnemers presenteerden het verdrag zelf, in het Engels, en lichtten per artikel toe wat hun motivatie en visie was. De presentatie werd gevolgd door een ceremoniële ondertekening door alle aanwezige jongeren, waarna het verdrag officieel werd gepubliceerd op de website YouthFreedomTreaty.com.
De dag werd afgesloten met een informele viering, waarin deelnemers hun ervaringen deelden en plannen bespraken voor het vervolg van hun samenwerking.

## Het Youth Freedom Treaty
Het Youth Freedom Treaty (Verdrag van Middelburg) is een document van ruim 10 pagina’s waarin jongeren concrete aanbevelingen doen aan wereldleiders. Het verdrag is opgebouwd rond de Four Freedoms, en benadrukt de noodzaak van:
- Ondersteuning van vrije en eerlijke verkiezingen wereldwijd;
- Investeringen in onderwijs als basis voor een weerbare democratie;
- Bescherming van journalisten en klokkenluiders;
- Internationale samenwerking in het bestrijden van desinformatie;
- Duurzame ontwikkeling als voorwaarde voor structurele vrijheid;
- Gelijkheid in gender, seksuele oriëntatie, afkomst en religie.

Het verdrag is in te zien op de officiële website: www.youthfreedomtreaty.com. 

## Deelnemers
Aan de conferentie namen jongeren deel uit onder meer Nederland, België, Duitsland, Frankrijk, Oekraïne, Zuid-Afrika, Nigeria, Canada, Verenigde Staten, Colombia, Indonesië, India en Irak. De groep bestond uit studenten, jonge activisten, scholieren en jonge professionals.
De Nederlandse delegatie werd samengesteld uit jongeren uit onder andere Zeeland, Noord-Brabant, Zuid-Holland en Gelderland. Onder de deelnemers bevond zich ook een delegatie van de Jonge Democraten Rotterdam-Zeeland, de regionale afdeling van de sociaalliberale jongerenorganisatie verbonden aan D66. Hun aanwezigheid was gemotiveerd door hun ideologische toewijding aan vrijheid, internationale samenwerking en democratische waarden — centrale thema’s van de conferentie.
Verschillende deelnemers uit onder meer Tilburg kregen media-aandacht voor hun betrokkenheid bij het opstellen van het Youth Freedom Treaty. Zij gaven in interviews aan zich gehoord te voelen en benadrukten het belang van blijvende jongereninspraak in beleid rond vrijheid en mensenrechten.

## Reacties en impact
Minister Ruben Brekelmans sprak zijn waardering uit voor de diepgang van het verdrag en onderstreepte dat “vrijheid niet vanzelfsprekend is, en dat jongeren hier een essentiële rol in spelen”. Waarnemend Commissaris van de Koning Hugo de Jonge prees de moed en creativiteit van de deelnemers en riep op tot jaarlijkse herhaling van dit soort initiatieven. Daarnaast had de secretaris-generaal van de NAVO en oud-minister-president, Mark Rutte, een videoboodschap opgenomen voor de conferentie waarin hij het belang benadrukte van de inzet van jongeren voor vrijheid. Ook de kleindochter van president Roosevelt, Anne Roosevelt, van de Roosevelt Network, had een videoboodschap opgenomen.

## Organisatie en financiering
De conferentie werd georganiseerd door de Stichting 80 Jaar Vrijheid Zeeland in samenwerking met de Provincie Zeeland, Nationaal Comité 4 en 5 mei, het Ministerie van Defensie, scholen, maatschappelijke organisaties en jongerenraden. De gemeente Middelburg kende een subsidie van €50.000 toe aan het project. Er was ook steun van partners uit de private sector, fondsen en Europese instellingen.